# تاي كيوف
تاي كيوف (بالإنجليزية: Ty Keough)‏ هو مدرب كرة قدم ولاعب كرة قدم ومعلق رياضي أمريكي، ولد في 19 ديسمبر 1956 في سانت لويس في الولايات المتحدة. شارك مع منتخب الولايات المتحدة لكرة القدم. أما مع النوادي، فقد لعب مع نادي غوادالاخارا.